# Eddie Powell
Pour les articles homonymes, voir Powell.
Eddie Powell est un cascadeur britannique né le 9 mars 1927 à Londres et mort le 11 août 2000. Il a beaucoup tourné pour les studios Hammer Film Productions où il fut la doublure de Christopher Lee. Il tourna aussi quelques James Bond avant de travailler pour la série Alien.

## Filmographie partielle
- 1959 : La Malédiction des pharaons de Terence Fisher
- 1963 : Bons baisers de Russie  de Terence Young
- 1966 : Dracula, prince des ténèbres de Terence Fisher
- 1968 : Quand les aigles attaquent de Brian G. Hutton
- 1970 : Une messe pour Dracula de Peter Sasdy
- 1970 : Les Cicatrices de Dracula de Roy Ward Baker
- 1971 : Les diamants sont éternels de Guy Hamilton
- 1974 : L'homme au pistolet d'or  de Guy Hamilton
- 1976 : Une fille... pour le diable de Peter Sykes
- 1977 : L'espion qui m'aimait de Lewis Gilbert
- 1979 : Alien - Le huitième passager de Ridley Scott
- 1983 : Jamais plus jamais d'Irvin Kershner
- 1986 : Aliens - Le retour de James Cameron
- 1989 : Indiana Jones et la dernière croisade  de Steven Spielberg
- 1989 : Batman de Tim Burton
- 1991 : Robin des bois: Prince des voleurs de Kevin Reynolds